# Ferulago granatensis
Ferulago granatensis är en flockblommig växtart som beskrevs av Pierre Edmond Boissier. Ferulago granatensis ingår i släktet Ferulago och familjen flockblommiga växter. Inga underarter finns listade i Catalogue of Life.